# Engaeus martigener
Engaeus martigener é uma espécie de crustáceo da família Parastacidae.
É endémica da Austrália.